# Yuri Poyarkov
Yuri Poyarkov (Járkov, 10 de febrero de 1937 - Járkov, 10 de febrero de 2017) fue un jugador de voleibol profesional ucraniano, que compitió bajo bandera soviética durante las décadas de los 60 y 70.

## Biografía
En 1964, debutó en los Juegos Olímpicos de Tokio, donde ganó la medalla de oro en la competición de voleibol. Cuatro años más tarde en México, revalidó la medalla de oro en la mismo competición. En 1972, disputó sus terceros y últimos Juegos en Múnich, donde se colgó su tercera medalla (en este caso de bronce) en la competición de voleibol. En su palmarés también destacan dos medallas de oro (1960 y 1962) y una de bronce (1966) en el Campeonato Mundial de Voleibol, una de oro (1965) y una de bronce (1969) en la Copa del Mundo y dos de oro (1967 y 1971) y una de bronce (1963) en el Campeonato Europeo.
A nivel de clubs jugó con el Burevestnik Khàrkiv, con el que ganó la liga soviética de 1967.
Falleció exactamente el día que cumplió 80 años. 